# Anisodes liposema
Anisodes liposema är en fjärilsart som beskrevs av Louis Beethoven Prout 1938. Anisodes liposema ingår i släktet Anisodes och familjen mätare. Inga underarter finns listade i Catalogue of Life.